# Uzbekistan na zimowych igrzyskach olimpijskich
Uzbekistan  startuje na zimowych igrzyskach olimpijskich od 1994 roku. Jak dotąd jedyny medal (złoto) zdobyła narciarka dowolna Lina Cheryazova na igrzyskach w 1994 roku.

## Klasyfikacja medalowa
| Olimpiada           | Złoto | Srebro | Brąz | Razem |
| ------------------- | ----- | ------ | ---- | ----- |
| 1994 Lillehammer    | 1     | 0      | 0    | 1     |
| 1998 Nagano         | 0     | 0      | 0    | 0     |
| 2002 Salt Lake City | 0     | 0      | 0    | 0     |
| 2006 Turyn          | 0     | 0      | 0    | 0     |
| 2010 Vanocuver      | 0     | 0      | 0    | 0     |
| Razem               | 1     | 0      | 0    | 1     |

### Według dyscyplin
| Dyscyplina          | Złoto | Srebro | Brąz | Razem |
| ------------------- | ----- | ------ | ---- | ----- |
| Narciarstwo dowolne | 1     | 0      | 0    | 1     |